# Calea ferată Brodina–Izvoarele Sucevei
Calea ferată Brodina–Izvoarele Sucevei este astăzi o linie de cale ferată închisă de pe teritoriul României și dezafectată pe teritoriul Ucrainei. Ea se află pe valea râului Suceava din Bucovina.

## Istoric
Această linie de cale ferată a fost construită pe teritoriul Bucovinei, la acea dată parte a Imperiului Austro-Ungar.
În anul 1898 a fost pusă în funcțiune Calea ferată Rădăuți-Brodina de către Neue Bukowinaer Lokalbahn-Gesellschaft (Noua companie de cale ferată locală a Bucovinei). În anii următori, autoritățile competente au luat în considerare prelungirea căii ferate pe valea râului Suceava. A fost planificată construirea unui tronson de cale ferată până la Izvoarele Sucevei (pe atunci Izwor).
După mai mulți ani de discuții, compania feroviară sus-menționată a construit în cele din urmă între anii 1911-1913 o cale ferată cu ecartament îngust (760 mm) până la Seletin (azi în Ucraina). Ea a fost utilizată în special pentru transportul de cherestea și bușteni din regiunea carpatică împădurită.
În timpul luptelor din primul război mondial, teritoriul Bucovinei a fost ocupat de armatele rusești, acestea transformând celelalte linii secundare cu linii cu ecartament normal. Traseul de cale ferată a început să fie extins până la Izvoarele Sucevei. Aceste lucrări s-au încheiat în 1917 după reocuparea Bucovinei de către trupele austro-ungare.
După primul război mondial, Bucovina a devenit parte componentă a României; calea ferată a fost preluată de către compania românească CFR. Cu toate acestea, tronsonul final al liniei de cale ferată - care a ajuns la o altitudine de 900 m la Izvoarele Sucevei - a fost abandonat; capătul liniei a devenit satul Șipotele Sucevei (astăzi în Ucraina).
În anul 1940, Armata Roșie a ocupat nordul Bucovinei. Tronsonul de la nord de râul Suceava a intrat pe teritoriul Uniunii Sovietice, toate legăturile cu calea ferată din URSS fiind întrerupte. Din 1941 și până în 1944 întreaga Bucovină s-a aflat din nou pe teritoriul României, dar teritoriul nordic al provinciei a fost reocupat apoi de URSS (din 1991 de Ucraina). Linia rămasă pe teritoriul sovietic a fost dezafectată, în timp ce tronsonul românesc de cale ferată și-a stabilit capătul în localitatea de graniță Nisipitu.

## Situație actuală
Tronsonul românesc de cale ferată până la Nisipitu are o singură linie și nu este electrificată. El face parte din calea ferată secundară 515 de la Dornești la Nisipitu sau Putna. În iulie 2008, linia de cale ferată a fost deteriorată de inundații și scoasă din funcțiune. Refacerea liniilor distruse nu au mai avut loc. CFR are în vedere închiderea tronsoanelor care aduc pierderi sau cedarea lor către operatorii privați.

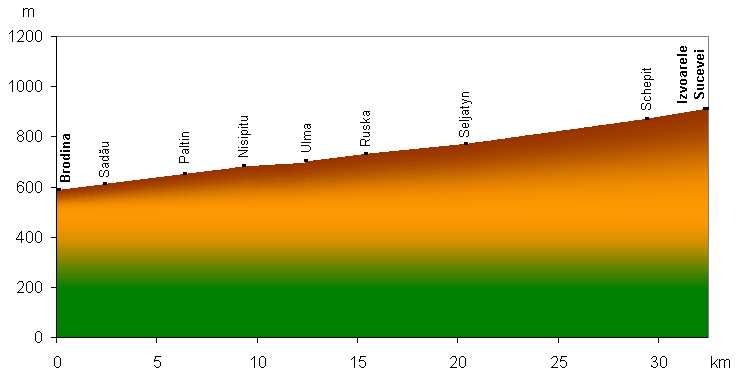
Profilul la înălțime al căii ferate